# Orchestina ebriola
Orchestina ebriola är en spindelart som beskrevs av Brignoli 1972. Orchestina ebriola ingår i släktet Orchestina och familjen dansspindlar.
Artens utbredningsområde är Grekland. Inga underarter finns listade i Catalogue of Life.